# Antti (ö i Egentliga Finland, Nystadsregionen)
Antti är en ö i Finland. Den ligger i Bottenhavet och i kommunen Nystad i den ekonomiska regionen  Nystadsregionen i landskapet Egentliga Finland, i den sydvästra delen av landet. Ön ligger omkring 72 kilometer nordväst om Åbo och omkring 210 kilometer väster om Helsingfors.
Öns area är 2,8 hektar och dess största längd är 230 meter i sydöst-nordvästlig riktning. I omgivningarna runt Antti växer i huvudsak barrskog.